# Hinckley (Illinois)
Hinckley – wieś w Stanach Zjednoczonych, w stanie Illinois, w hrabstwie DeKalb.